# Lämmerberg
Lämmerberg (česky doslovně Jehněčí vrch) je vrch o nadmořské výšce 402 m na území hornolužické obce Neukirch/Lausitz v zemském okrese Budyšín v Sasku.

## Charakteristika
Vrch leží v německé části Šluknovské pahorkatiny (Lausitzer Bergland) a její mesogeochoře Severní hornolužická vrchovina (Nördliches Oberlausitzer Bergland). S Lämmerbergem bezprostředně sousedí Neukircher Berg (404 m), Fuchsberg (405 m), Galgenberg (413 m) a Weickertsberg (408 m). Geologické podloží tvoří dvojslídý granodiorit. Převažujícím půdním typem je podzolová kambizem, která v nižších částech svahů přechází v parakambizem a koluvizem. Podél jižního úpatí protéká říčka Wesenitz a podél západního úpatí její pravý přítok, potok Gickelshäuser Wasser. Celý vrch tak náleží k povodí Labe a k úmoří Severního moře. Většina Lämmerbergu je využívána jako zemědělská půda. Vrch leží v chráněné krajinné oblasti Oberlausitzer Bergland.